# Sesmaria
Sesmaria (de sesma, do latim "sexĭma": "sexta parte") foi um sistema português, adaptado no Brasil, que normatizava a distribuição de terras destinadas à produção agrícola.

## História
O sistema de sesmarias surgiu em Portugal com a Lei das Sesmarias de 1375 (reinado de Fernando I), criada para combater a crise agrícola e econômica que atingia o país e a Europa, e que a peste negra agravara.
Em Portugal, o sesmeiro era o nome dado ao funcionário real responsável pela distribuição de sesmarias (terras para agricultura).
A principal função do sistema de sesmarias era estimular a produção agrícola. Quando o titular da propriedade não iniciava a produção dentro dos prazos estabelecidos, seu direito de posse poderia ser cassado.
Com a expansão marítima portuguesa, o instituto da sesmaria foi transposto para as conquistas, sendo inclusive instrumentalizado para a incorporação de terras nos "sertões" americanos, que se encontravam além dos limites estabelecidos pelo Tratado de Tordesilhas.

## No Brasil
A coroa portuguesa tomou posse do território brasileiro por aquisição originária, isto é, por direito de conquista. Por essa razão, todas as terras “descobertas” passaram a ser consideradas como terra virgem sem qualquer senhorio.
A partir do momento em que chegam ao Brasil os titulares das capitanias hereditárias, a distribuição de terras passa a ser uma prioridade pois garantiria o desenvolvimento e manutenção da colônia.
Em 10 de outubro de 1532, Martim Afonso de Sousa, capitão da capitania hereditária de São Vicente, concedeu a primeira sesmaria do Brasil a Pedro de Góes. Em 10 de fevereiro e 4 de março de 1533 concedeu sesmarias a Ruy Pinto e Francisco Pinto, respectivamente. Ele as fez em caráter perpétuo, contrariando o texto régio que estabelecia que a doação seria apenas vitalícia.

No Brasil, sesmeiro passou a ser o nome do titular da sesmaria.

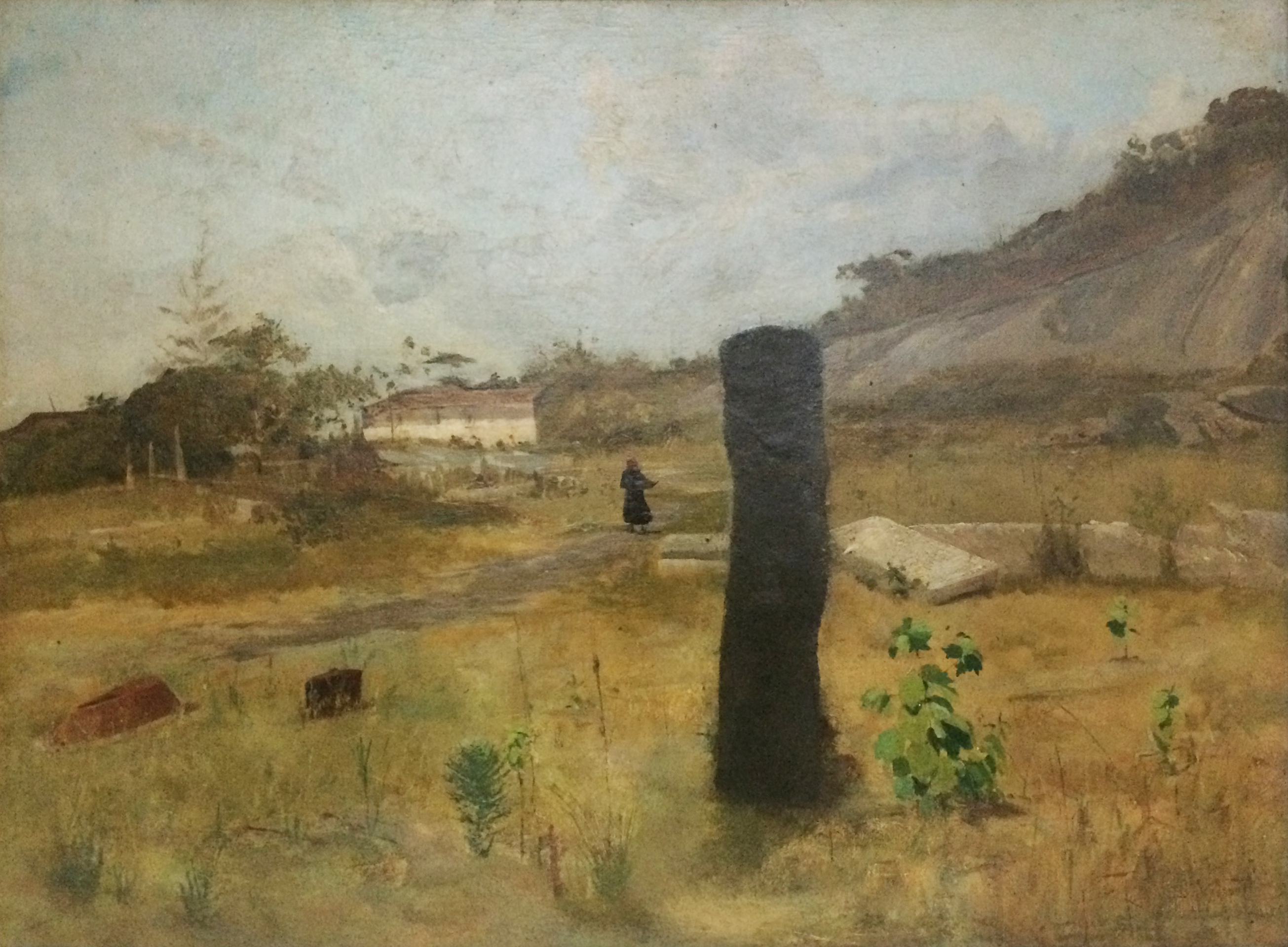
Marco de Sesmaria na cidade do Rio de Janeiro, pintura de Eliseu Visconti.

### Dízimo à ordem de Cristo
As sesmarias brasileiras incorporaram uma exigência adicional: o pagamento do dízimo à Ordem de Cristo, o que na realidade queria dizer pagamento à própria Coroa. A arrecadação do dízimo criou no Brasil um eficiente esquema de delegação de poderes que deu origem, por sua vez, a um engenhoso sistema de regionalização da cobrança.

### Posseiros
Os posseiros surgiram desde o início. Caracterizado pela imensidão das glebas concedidas e pela imprecisão de seus limites, era inevitável que o processo de apropriação das terras brasileiras acabasse dando origem, com o tempo, a uma série de conflitos.
Não tendo acesso a terras gratuitas a não ser a grandes distâncias dos núcleos de povoamento, muitos sesmeiros potenciais simplesmente optaram por ocupar porções aproveitadas das sesmarias já concedidas. Alguns deles conseguiram inclusive obter legalmente essas terras tornando letra morta a cláusula de que a doação só era válida “não tendo sido dada a terra a outrem”.

### Fim do sistema
O sistema de sesmarias perdurou no Brasil até 17 de julho de 1822, quando a Resolução 76, atribuída a José Bonifácio de Andrade e Silva, pôs termo a este regime de apropriação de terras. A partir de então a posse passou a campear livremente no país, estendendo-se esta situação até a promulgação da Lei de Terras de 1850, que reconheceu as sesmarias antigas, ratificou formalmente o regime das posses, e instituiu a compra como a única forma de obtenção de terras.

### Exemplos
- Sesmaria do Pinhal
- Sesmaria do Pacaembu
- Sesmaria da Pedra Branca